# Nieves Limachi
Nieves Esmeralda Limachi Quispe (Tacna, 17 de febrero de 1982) es una arquitecta y política peruana. Es congresista de la república en representación de Tacna desde noviembre de 2021 tras el fallecimiento de Fernando Herrera Mamani.

## Biografía
Nació en Tacna el 17 de febrero de 1982.
Estudió Arquitectura en la Universidad Privada de Tacna. Obtuvo un diplomado de estudio en Project Management en el Colegio de Ingenieros del Perú.
Fue asesora en el Congreso de la República entre 2016 y 2019 en el despacho del excongresista Jorge Castro Bravo, a quien denunció por obligar a sus trabajadores a entregarle parte de sus sueldos.

## Carrera política
Fue militante del partido Perú Libre hasta su salida en febrero de 2023.
Su primara participación en la política fue en las elecciones regionales de 2014 como candidata a consejera regional. Sin embargo, no resultó elegida.

### Congresista
En las elecciones parlamentarias de 2021, postuló por el partido Perú Libre al Congreso de la República sin lograr ser electa. Meses después, tras el fallecimiento del congresista Fernando Herrera y en su condición de accesitaria, juró al cargo el 11 de noviembre de 2021 para completar el periodo parlamentario 2021-2026.
Renunció a la bancada de Perú Libre y se integró a la bancada de Perú Democrático, liderada por Guillermo Bermejo. Actualmente la bancada está en alianza con Juntos por el Perú.
Actualmente es la presidenta de la Comisión Especial Multipartidaria de Protección a la Infancia del Congreso de la República. 